# Phasia rustica
Phasia rustica là một loài ruồi trong họ Tachinidae.